# Lou Del Valle
Lou Del Valle (* 13. Juli 1968 in Long Island City, New York, USA) ist ein US-amerikanischer ehemaliger Boxer und Weltmeister des Verbandes WBA im Halbschwergewicht.

## Profi
Er gewann seine ersten 22 Fights und musste in seinem 23. Kampf gegen Virgil Hill, in dem es um den WBA-Weltmeistertitel ging, seine erste Pleite einstecken. 1997 eroberte er mit einem technischen K.-o.-Sieg in Runde acht den vakanten Weltmeistertitel des Verbandes WBA. Im darauffolgenden Jahr kam es mit dem WBC-Weltmeister Roy Jones zur Titelvereinigung. Del Valle musste sich in diesem Gefecht klar und einstimmig nach Punkten geschlagen geben.
Am 8. August 2001 trat er gegen Bruno Girard um den inzwischen vakant gewordenen Weltmeistergürtel der WBA erneut an und erreichte nur ein Unentschieden, wodurch der Titel vakant blieb.